# Тульканское кладбище
Тулька́нское кладбище (исп. Cementerio de Tulcán) — кладбище на севере Эквадора в городе Тулькане в провинции Карчи. Знаменито садом, оформленным топиаром из кипарисов. Британский ботаник Энтони Джулиан Хаксли в своей книге «Иллюстрированная история садоводства» назвал Тульканское кладбище выдающимся образцом и одним из лучших в мире достижений этого искусства.
Кладбище находится в ведении муниципалитета Тулькана, располагается на северо-западе города. Общая площадь кладбища составляет 8 га. В колумбариях, склепах и мавзолеях размещено около 12 400 захоронений. Сад кладбища, занимающий около четырёх гектаров, украшают более трёх сотен фигурно подстриженных деревьев. Он разделён на две зоны: первая — в передней части кладбища называется «Парк воспоминаний» (Parque de los Recuerdos) и вторая — в дальней его части, называется «Алтарь Божий» (Altar de Dios).
Тульканское кладбище было основано в 1932 году взамен старого пантеона на холме Сантьяго, серьёзно повреждённого в результате землетрясения 1923 года. Согласно правилам того времени, некрополь обустроили вне населённых пунктов во избежание эпидемий. Благодаря известковой почве на кладбище хорошо растут кипарисы. Идея разбить на территории кладбища сад принадлежала Хосе Марии Асаэля Франко Герреро (исп. José María Azael Franco Guerrero), который в 1936 году занимал пост начальника парков муниципалитета Тулькан.
28 мая 1984 года Институт экологического наследия Эквадора объявил кладбище объектом культурного наследия. 23 августа этого же года Национальная дирекция по туризму объявила эту территорию природным объектом национального туристического значения.
С 2005 года постановлением муниципального совета Тулькана кладбище носит имя Хосе Марии Асаэля Франко Герреро. В 2009 году была произведена реставрация кладбища, было проведено ночное освещение.

Панорама кладбища